# Sara Guerín de Elgueta
Sara Guerín de Elgueta fue una editora, profesora y activista feminista chilena más conocida por su labor en pro de los derechos de las mujeres en el desarrollo de la educación secundaria femenina en Chile; junto a Isaura Dinator y Amanda Labarca, fue una de las figuras más destacadas en este ámbito durante el primer cuarto del siglo XX.
Una de sus publicaciones más conocidas fue Actividades Femeninas en Chile: obra publicada con motivo del cincuentenario del decreto que concedió a la mujer chilena el derecho de validar sus exámenes secundarios: (datos hasta diciembre de 1927) publicada en 1928, el que se constituyó en uno de los primeros compendios destinados a evaluar el estado de la educación universitaria en Chile, y una de las fuentes de relevancia para realizar análisis comparativos de la educación terciaria en este país durante la década de 1920.

## Obras
- Los Liceos de niñas (Santiago de Chile: 1923).
- Actividades Femeninas en Chile: obra publicada con motivo del cincuentenario del decreto que concedió a la mujer chilena el derecho de validar sus exámenes secundarios: (datos hasta diciembre de 1927) (editora, Santiago: Impr. y Litogr. La Ilustración, 1928, 757 pp.).